# Luther Lindsay
Luther Jacob Goodall, noto con il ring name Luther Lindsay (o Lindsey) (Norfolk, 30 dicembre 1924 – Charlotte, 21 febbraio 1972), è stato un giocatore di football americano e wrestler statunitense.

## Carriera nel wrestling
Lottò principalmente in federazioni quali National Wrestling Alliance, All Japan Pro Wrestling, Joint Promotions e Stampede Wrestling. Gli viene riconosciuto di aver contribuito ad abbattere le barriere della segregazione razziale nel mondo del wrestling professionistico. Luther Lindsay è considerato uno dei primi lottatori afroamericani di successo. Frequente rivale e partner di tag team di Shag Thomas, lottò anche in coppia con Bearcat Wright, Nick Bockwinkel, Pepper Gomez e fu coinvolto in feud con "Iron" Mike DiBiase, Mad Dog Vachon, Beauregarde, Moondog Mayne, Tony Borne e Pat Patterson & The Hangman.
Per gran parte degli anni cinquanta e sessanta, Lindsay veniva presentato come il campione dei pesi massimi U.S. Colored (o Negro) e prese parte al primo match interrazziale di wrestling svoltosi negli Stati Uniti d'America. Tra il 1953 e il 1956, egli affrontò l'NWA World Heavyweight Champion Lou Thesz in una serie di match. Anche se spesso terminati in pareggio per limiti di tempo, Lindsay fu il primo lottatore afroamericano a sfidare il campione con il titolo in palio e si guadagnò il rispetto di Thesz, che lodò pubblicamente le sue abilità sul ring in svariate occasioni.
Era molto amico di Stu Hart, che notoriamente portò una sua foto nel portafoglio fino alla morte. Era inoltre tenuto in alta considerazione da colleghi wrestler come Lou Thesz, J.J. Dillon, Rip Hawk e Les Thatcher.

## Morte
La sera del 21 febbraio 1972, Lindsay stava lottando contro il wrestler locale Bobby Paul al Park Center di Charlotte, Carolina del Nord. Dopo dieci minuti dall'inizio del match, Lindsay schienò l'avversario con un diving belly-flop. Apparentemente egli ebbe un infarto letale mentre eseguiva lo schienamento dell'avversario e morì sul ring.
Quando Lindsay non rispose ai sollecitamenti dell'arbitro, fu chiamata la polizia. Lindsay fu trasportato negli spogliatoi dove venne dichiarato ufficialmente morto poco tempo dopo. Al suo funerale parteciparono molti colleghi incluso Les Thatcher che fu uno dei portatori della bara.

## Titoli e riconoscimenti
- 50th State Big Time Wrestling
  - NWA Hawaii Heavyweight Championship (1)[9]
  - NWA Hawaii Tag Team Championship (2) - con Bobby Bruns (1) e Bearcat Wright (1)[10]
  - NWA United States Heavyweight Championship (Hawaii version) (1)[11]
- All Japan Pro Wrestling
  - All Asia Tag Team Championship (1) - con Ricky Waldo[12]
- George Tragos/Lou Thesz Professional Wrestling Hall of Fame
  - Classe del 2009[13]
- Maple Leaf Wrestling
  - NWA Canadian Open Tag Team Championship (1) - con Jack Claybourne[14]
- National Wrestling Alliance
  - World Negro Heavyweight Championship (1)[15]
  - NWA United States Heavyweight Championship (Central States Version) (1)
- Pacific Northwest Wrestling
  - NWA Pacific Northwest Heavyweight Championship (1)[16]
  - NWA Pacific Northwest Tag Team Championship (10) - con George Dussette (1), Bing Ki Lee (1), Herb Freeman (1), Shag Thomas (5)[17] e Pepper Martin (2)[18]
- Professional Wrestling Hall of Fame and Museum
  - Classe del 2017 - TV Era [19]
- Ring Around The Northwest Newsletter
  - Tag Team of the Year (1961) con Herb Freeman[20]
- Stampede Wrestling
  - NWA Canadian Heavyweight Championship (Calgary version) (1)[21]
  - NWA International Tag Team Championship (Calgary version) (1) - con Oattem Fisher[22]
  - NWA Canadian Tag Team Championship (Calgary version) (1) - con Ray Villmer
  - Stampede Wrestling Hall of Fame (Classe del 1995)[23][24]
- World Wrestling Entertainment
  - WWE Hall of Fame (Classe del 2017)[25]